# Georgia la Concursul Muzical Eurovision Junior 2011

Logo-ul Selecției Naționale

Georgia și-a ales reprezentantul printr-o selecție națională, în cadrul căreia au concurat 9 de cântece. Câștigătoarea a fost trupa Candy cu melodia „Candy Music”. 

## Rezultatele Selecției Naționale
| Nr. | Artist                     | Cântec          | Rezultat |
| --- | -------------------------- | --------------- | -------- |
| 01  | Candy                      | Candy Music     | 1        |
| 02  | Shotiko Shermadini         | Gzavnili        | eliminat |
| 03  | Ekaterine Goglidze         | Chveni samqaro  | eliminat |
| 04  | Kate Samkharadze           | Aghali dghe     | eliminat |
| 05  | Duo Kato Salukvadze & Lika | Happy Day Today | eliminat |
| 06  | Nino Kakhadze              | Metsamuli vardi | eliminat |
| 07  | Nino Japharidze            | Ahqevi khmas    | eliminat |
| 08  | Mary Tsilosani             | Chemi gza       | eliminat |
| 09  | 3T                         | Daijere         | 2        |